# Nea Weissberg
Nea Weissberg (* 17. Dezember 1951 in Berlin) ist eine deutsche Schriftstellerin und Publizistin.

## Leben
Nea Weissberg gründete 1993 in Berlin den bis heute bestehenden Lichtig-Verlag, der vorwiegend jüdische Literatur und anspruchsvoll gestaltete jüdische Wandkalender im Programm hat.
Ihr besonderes Anliegen als Verlegerin und Herausgeberin gilt dabei der Förderung des Dialogs zwischen jüdischen und nichtjüdischen Deutschen.

## Werke
- Der dumme Fuß will mich nach Deutschland tragen. Eine Auseinandersetzung um Deutschland. Gespräche Gedichte Briefe, Berlin ohne Jahr (1991; als Hrsg.)
- Jetzt wohin? Von außen nach innen schauen. Gespräche Gedichte Briefe. Was ist eigentlich "jüdisch" und was "deutsch"?, Berlin 1993 (als Hrsg.)
- Als man Juden alles, sogar das Leben raubte. Von den Nachwirkungen nationalsozialistischer Zerstörung. Gespräche mit Nachkommen von Tätern und Opfern, Berlin 1996 (als Hrsg.)
- Heinrich Richard Brinn (1874-1944). Fabrikant-Kunstsammler-Frontkämpfer. Dokumentation einer Arisierung, Berlin 2002 (gemeinsam mit Thomas Irmer)
- "Was ich den Juden schon immer mal sagen wollte...". Beiträge und Gespräche, Berlin 2002 (als Hrsg.)
- Das Glück hat mich umarmt. Ein Briefroman[3], Berlin 2008 (als Autor unter dem Pseudonym Nejusch, dem Namen ihrer Großmutter)
- Die Hand der Miriam, Berlin 2009 (als Autor, ebenfalls unter dem Pseudonym Nejusch)
- Schabbat ha-Malka – Königin der Jontefftage. Eine Erzählung über den Schabbat, Lichtig Verlag, Berlin 2010 (gemeinsam mit Jalda Rebling)
- Mein erstes jüdisches Bilderbuch, Lichtig Verlag, Berlin 2012.

Jüdische Kunstkalender
- Erinnerung ist wie welkendes Laub im Herbst. Kazimiers, das jüdische Viertel in Krakau, 5753 = 1992/1993, Berlin 1992
- Palestine – Erez Israel, 5754 = 1993/1994, Berlin 1993 (mit einer Kurzgeschichte von Edgar Hilsenrath)
- Wissen Sie, was ein Jekke ist?, 5755 = 1994/1995, Berlin 1994 (mit Beiträgen von Ada Brodsky und Herbert Freeden)
- Jüdische Exlibris, 5756 = 1995/1996, Berlin 1995
- "Wenn ihr wollt, ist es kein Märchen." 100 Jahre Zionismus, 5757 = 1996/1997, Berlin 1996
- "Jüdische Malerinnen der Zwanziger Jahre." Lou Albert-Lasard, Grete Krakauer, Lotte Laserstein, Anne Ratkowski, Lene Schneider-Kainer, 5758 = 1997/1998, Berlin 1997
- "Ich bin eine rastlose Seele." Hommage an die Malerin Lene Schneider-Kainer, 5759 = 1998/1999, Berlin 1998
- "Bilder aus dem jüdischen Leben – wie es einst war." Das jüdische Leben in Europa in der Mitte des vergangenen Jahrhunderts in Kupferstichen, 5760 = 1999/2000, Berlin 1999
- "Eine Harmonie in Grün." Jüdische Künstler der zwanziger und dreißiger Jahre, 5761 = 2000/2001, Berlin 2000
- "Indem ich jüdisch lerne, ... " Jüdische Künstler der zwanziger und dreißiger Jahre, 5762 = 2001/2002, Berlin 2001 (Vorwort von Michel Friedman)
- Lesser Ury – Biblische Gestalten, 5763 = 2002/2003, Berlin 2002
- "Hab' Sonne im Herzchen." Hommage an den Exlibriskünstler und Grafiker Michel Fingesten, 5764 = 2003/2004, Berlin 2003
- "Zwei Seelen und ein Gedanke ..." Michel Fingesten. Aus seinem graphischen Werk, 5765 = 2004/2005, Berlin 2004